# Ska' ru' me' på fest?
Ska' ru' me' på fest? är en svensk färgfilm från 1966 i regi av Claes Fellbom. Filmen var Fellboms debut som långfilmsregissör och i rollerna ses bland andra Einar Heckscher, Torsten Wahlund och Inger Taube.

## Om filmen
Filmens förlaga var den opublicerade novellen Knepet, skriven av Fellbom som också gjorde filmmanuset. Filmen spelades in under januari och februari 1966 i en våning på Östermalm i Stockholm. Fotograf var Bengt Dalunde och klippare Ulf Neidemar. Musiken komponerades av Fellbom, Lars Sjösten och Björn Alke. Filmen premiärvisades den 24 oktober 1966 på biograferna Victoria och Roxy i Stockholm. Den var 79 minuter lång och tillåten från 15 år.

## Handling
Fyra unga människor (två män, två kvinnor) ställer till med fest i en tom våning på Karlaplan i Stockholm. Filmen slutar med en uppgörelse mellan de två männen.

## Rollista
- Einar Heckscher – Leif, "Leffe", jur. kand.
- Torsten Wahlund – Olle, PR-kille
- Inger Taube – Gunilla, fotomodell
- Lena Madsén – Anita, fotomodell
- Monica Nordquist – Helen, Leffes före detta fästmö

### Fotnoter
1. 1 2 3  ”Ska' ru' me' på fest?”. Svensk Filmdatabas. http://sfi.se/sv/svensk-filmdatabas/Item/?itemid=4744&type=MOVIE&iv=Basic&ref=/templates/SwedishFilmSearchResult.aspx?id%3d1225%26epslanguage%3dsv%26searchword%3dska%27%26type%3dMovieTitle%26match%3dBegin%26page%3d1%26prom%3dFalse. Läst 4 april 2013.